# Vinzenz Hilber
Vinzenz Hilber (zeitgenössisch auch: Vincenz; * 29. Juni 1853 in Graz; † 19. November 1931 ebenda) war ein österreichischer Geologe und Paläontologe.

## Leben
Vinzenz Hilber wurde 1853 in Graz geboren. Er studierte an den Universitäten Graz und Straßburg. In Graz wurde er 1877 zum Dr. phil. promoviert und 1898 in Geologie habilitiert. Hilber war seit 1878 Volontär bei der Geologischen Reichsanstalt in Wien. In den Jahren 1879 bis 1884 führte er als Mitarbeiter der Geologischen Reichsanstalt geologische Landesaufnahmen in Galizien durch.
Am 1. September 1891 wurde er Kustos am Landesmuseum Joanneum und zum titulärer außerordentlichen Professor für Geologie und Paläontologie an der Universität Graz ernannt. In den Jahren 1893 bis 1895 führte er geologische Felduntersuchungen in zahlreichen Balkanländern durch und wurde 1896 von der Redaktion des Kartenwerkes "Carte géologique de l'Europe" mit der Korrektur der geologischen Karten der Balkanländer beauftragt. In der Folgezeit führten ihn wissenschaftliche Reisen durch Nord-, Ost- und Südosteuropa und in den Orient. Er erforschte unter anderem die Geologie der Thermopylen, bedeutende Fossilfundpunkte, wie den Säugetierfundplatz Pikermi in Attika.
1898 wurde er außerordentlicher Professor an der Universität Graz, 1912 ordentlicher Professor, 1924 ging er an der Universität in den Ruhestand. Am Joanneum war er 1891 Mitbegründer der geologischen Abteilung und leitete sie – ab 1915 ehrenhalber – bis zu seinem Tode. Im Jahr 1904 wurde er in eine Kommission zur Festlegung und Unterschutzstellung von Naturdenkmalen berufen. 1930 wurde Hilber zum Hofrat ernannt.
Hilber beschäftigte u. a. sich mit stratigraphischen Fragen des Jungtertiärs in Galizien und der Steiermark, den Prinzipien der Talbildung sowie Mollusken und Gastropoden des Tertiärs. Auch arbeitete er auf dem Gebiet der Urgeschichte. So gelang ihm etwa die Entdeckung eines jungsteinzeitlichen Menschen in einer Höhle bei Peggau.

## Veröffentlichungen (Auswahl)
Seine geologischen und paläontologischen Beobachtungen legte er in einer großen Anzahl wissenschaftlicher Publikationen vor, hier eine Auswahl:
- Die Schichten von Gamlitz bei Ehrenhausen in Steiermark. Dissertation, Universität Graz, 1877 (handschriftlich)
- Die Miocänschichten von Gamlitz bei Ehrenhausen in Steiermark. In: Jahrbuch der Kaiserlich-Königlichen Geologischen Bundesanstalt 27, 1877, S. 251–270 online (PDF; 1,7 MB)
- Die Miocän-Schichten der Umgebung des Sausal-Gebirges in Steiermark. In: Verhandlungen der Geologischen Reichsanstalt 1877, S. 293–296 online (PDF; 433 kB)
- Die Miocänschichten von Gamlitz bei Ehrenhausen in Steiermark. In: Verhandlungen der Geologischen Reichsanstalt 1877, S. 166–167 online (PDF; 332 kB)
- Neue Conchylien aus den mittelsteirischen Mediterranschichten. In: Sitzungsberichte der Akademie der Wissenschaften 79, Wien 1879, S. 1–49 online (PDF; 4,0 MB)
- Neue und wenig bekannte Conchylien aus dem ostgalizischen Miocän. In: Abhandlungen der Geologischen Reichsanstalt in Wien 7, 1882, S. 1–33 online (PDF; 4,6 MB)
- Zwei neue miocäne Pleurotomarien. In: Jahrbuch der Kaiserlich-Königlichen Geologischen Reichsanstalt 58, Wien 1908, S. 621–625
- Taltreppe, eine geologisch-geographische Darstellung. Deutsche Vereinsdruckerei, Graz 1912.
- Urgeschichte Steiermarks. Naturwissenschaftlicher Verein für Steiermark, Graz 1922.

## Belege
1. ↑  Wilfried Teppner: Vinzenz Hilber †. In: Mitteilungen des naturwissenschaftlichen Vereins für Steiermark 69, 1932, S. 87.
2. 1 2  Helmuth Zapfe: Index Palaeontologicorum Austriae. Wien 1971, S. 48 (PDF; 378 kB)
3. 1 2 3 4 5  Hilber, Vinzenz. In: Österreichisches Biographisches Lexikon 1815–1950 (ÖBL). Band 2, Verlag der Österreichischen Akademie der Wissenschaften, Wien 1959, S. 314 f. (Direktlinks auf S. 314, S. 315).
4. ↑  Wilfried Teppner: Vinzenz Hilber †. In: Mitteilungen des naturwissenschaftlichen Vereins für Steiermark 69, 1932, S. 88.
5. ↑  Wilfried Teppner: Vinzenz Hilber †. In: Mitteilungen des naturwissenschaftlichen Vereins für Steiermark 69, 1932, S. 89.
6. ↑  Auswahl entsprechend Helmuth Zapfe: Index Palaeontologicorum Austriae. Wien 1971, S. 48 und Hilber, Vinzenz. In: Österreichisches Biographisches Lexikon 1815–1950 (ÖBL). Band 2, Verlag der Österreichischen Akademie der Wissenschaften, Wien 1959, S. 314 f. (Direktlinks auf S. 314, S. 315).